# 阿拉套

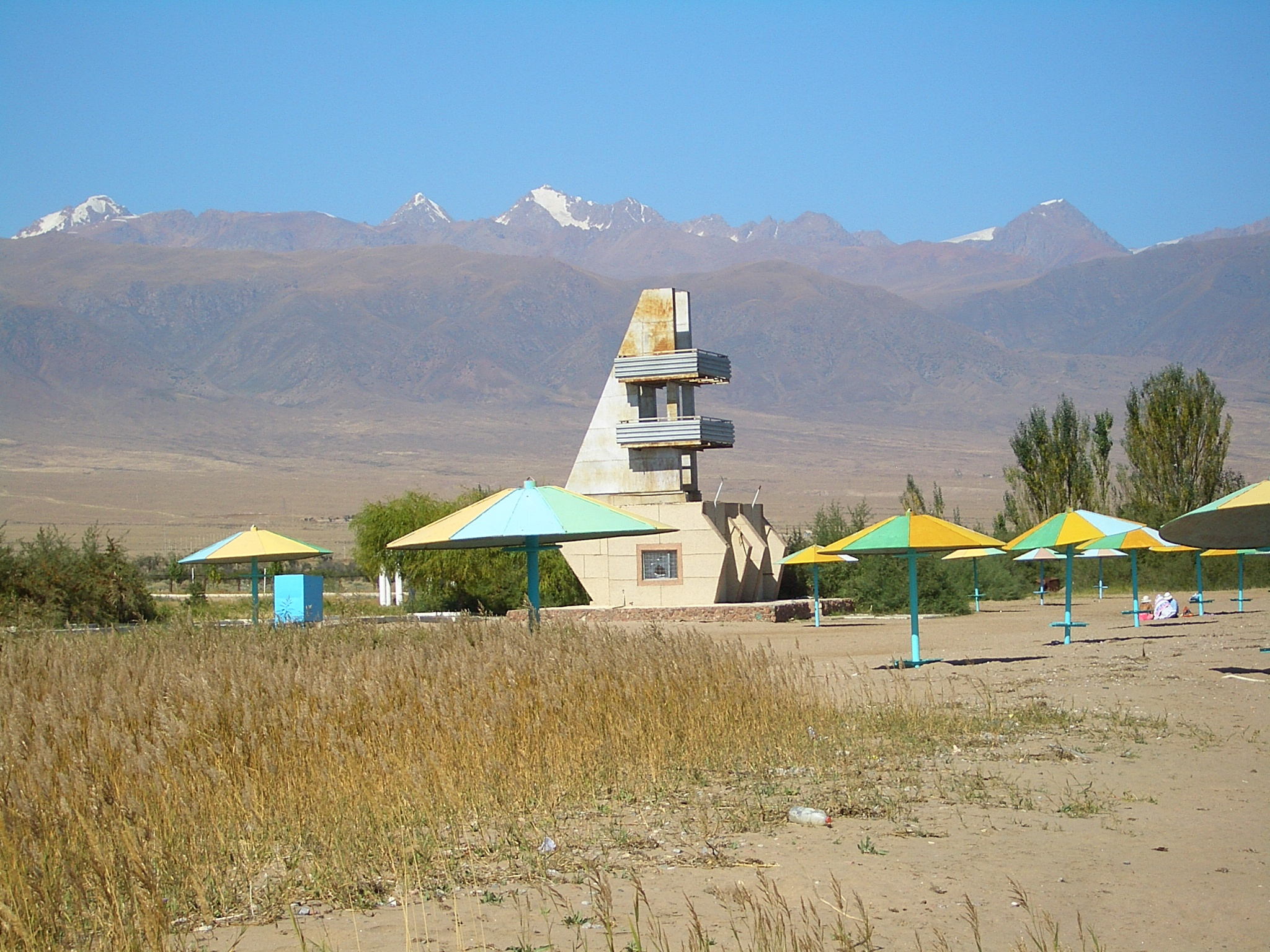
吉尔吉斯斯坦昆格阿拉套风光

阿拉套，在古突厥语中的意思为“各种颜色的花色”。指的是中亚美丽的山脉。如果从山脚攀登到山顶，一路花草树木品种各异，让人一日之内观尽四季风景。
从名字可知，这些山脉是古代操突厥语的人们繁衍生息的地方。这些以阿拉套命名的山脉，除了现在属于俄罗斯的库兹涅茨克阿拉套（库兹涅茨克山）外，都在中亚的天山山脉，包括：
- 准噶尔阿拉套 (Dzungarian Alatau)：简称阿拉套山，位于中国新疆博尔塔拉蒙古自治州与哈萨克斯坦七河地区之间的北天山山脉，长约450千米，最高峰别斯巴斯坎山（另一说为厄尔格吐尔格山）海拔4464米（另一说4569米），由卡拉套、巴斯坎套、托克桑拜、别德任套等平行山脉所组成。阿拉套山东端的阿拉山口（最低海拔仅450米），[1]另一说为282米，为中国和哈萨克斯坦两国边界的重要口岸。

- 外伊犁阿拉套 ：属于西部天山山脉，位于哈萨克斯坦南部及吉尔吉斯斯坦北部，长350 km，最高峰为塔尔加尔峰（Talgar Peak；4,973米），外伊犁阿拉套的北缘就是伊犁盆地的西段，伊犁河从此流过，命名也由此而来。阿拉木图市就位于此山脉的山脚。

- 昆格阿拉套（英语：Küngöy Ala-Too Range） ([küŋgöj alatoː],Kungey-Alatau)：属于西部天山山脉，位于吉尔吉斯斯坦东南部，伊塞克湖的北面，长280 km，最高峰为Chok Tal峰（4770米）。[2]

- 吉尔吉斯阿拉套（英语：Kyrgyz_Ala-Too_Range） (Kyrgyz Alatau)：属于西部天山山脉,大部分位于位于吉尔吉斯斯坦境内，其西部与哈萨克斯坦南部相邻,从伊塞克湖的西端开始，向西绵延至塔拉斯与塔拉斯阿拉套（英语：Talas Alatau）相邻接，长454 km。[3]

- 塔拉斯阿拉套（英语：Talas Alatau） (Talas Alatau)：属于西部天山山脉,位于吉尔吉斯斯坦西部，西北部与哈萨克斯坦相邻，西南部与乌兹别克斯坦相接，北为塔拉斯河谷。最高峰为临近乌兹别克斯坦的玛纳斯峰（Mount Manas；4484米），有4个山口：Ötmök山口（冬季不可通过）；Ala-Bel山口（比什凯克通往Osh的主要山口）；Kara-Buura山口及Terek山口。

- 泰尔斯凯阿拉套（Terskey Alatau；泰尔斯凯山脉）：属于南天山山脉，位于吉尔吉斯斯坦东南部，伊塞克湖的南面，长354 km，最高峰为鲍里斯·叶利钦峰（Boris Yeltsin Peak），海拔5,216米。

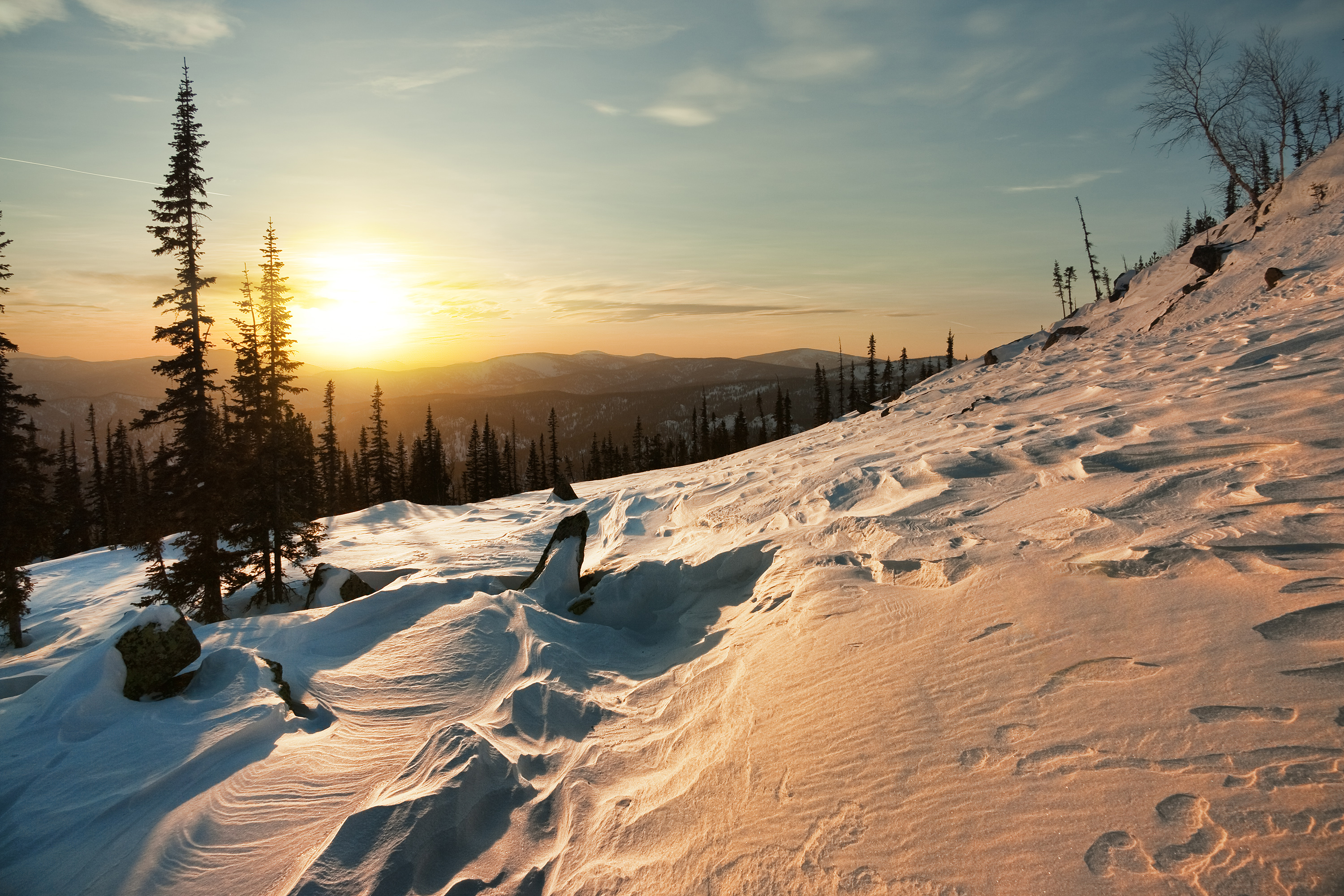
库兹涅茨克阿拉套日落景色

库兹涅茨克阿拉套（Кузнецкий Алатау, Kuznetsk Alatau；库兹涅茨克山）是一座位于俄罗斯西伯利亚南部的山脉，位於阿爾泰山以北、薩彥嶺以西，库兹涅茨克盆地和米努辛斯克盆地之間。海拔高度为2,178米，为中亚山脉系统的一部分。
这些山轮廓平滑，西面较陡峭，东面为平缓的斜坡。森林中冷杉占绝对优势，只有在海拔较高地区，石松树占主导地位。高原大部分地区被大量的大卵石覆盖，亚高山草甸零星分布，在山脉南部的一些地方长着浓密的地衣和苔藓。
山脉的石头富含各种矿物，如铁、锰、霞石和黄金。